# Weltverband Kosmopolit

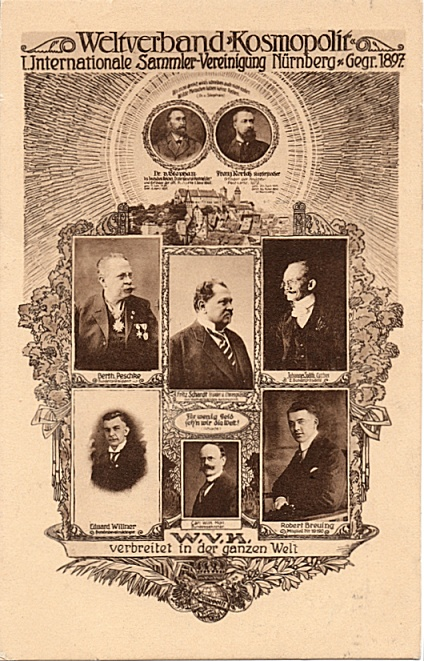
Weltverband Kosmopolit, Internationale Sammler-Vereinigung, Nürnberg, gegründet 1897

Der Weltverband Kosmopolit (aus altgriech. kosmos (Welt) und polites (Bürger)) wurde während der internationalen Konferenz der Ansichtspostkartensammler vom 22. bis 25. Juli 1897 in Nürnberg auf Initiative des Verlagsbesitzers Fritz Schardt gegründet.

## Geschichte

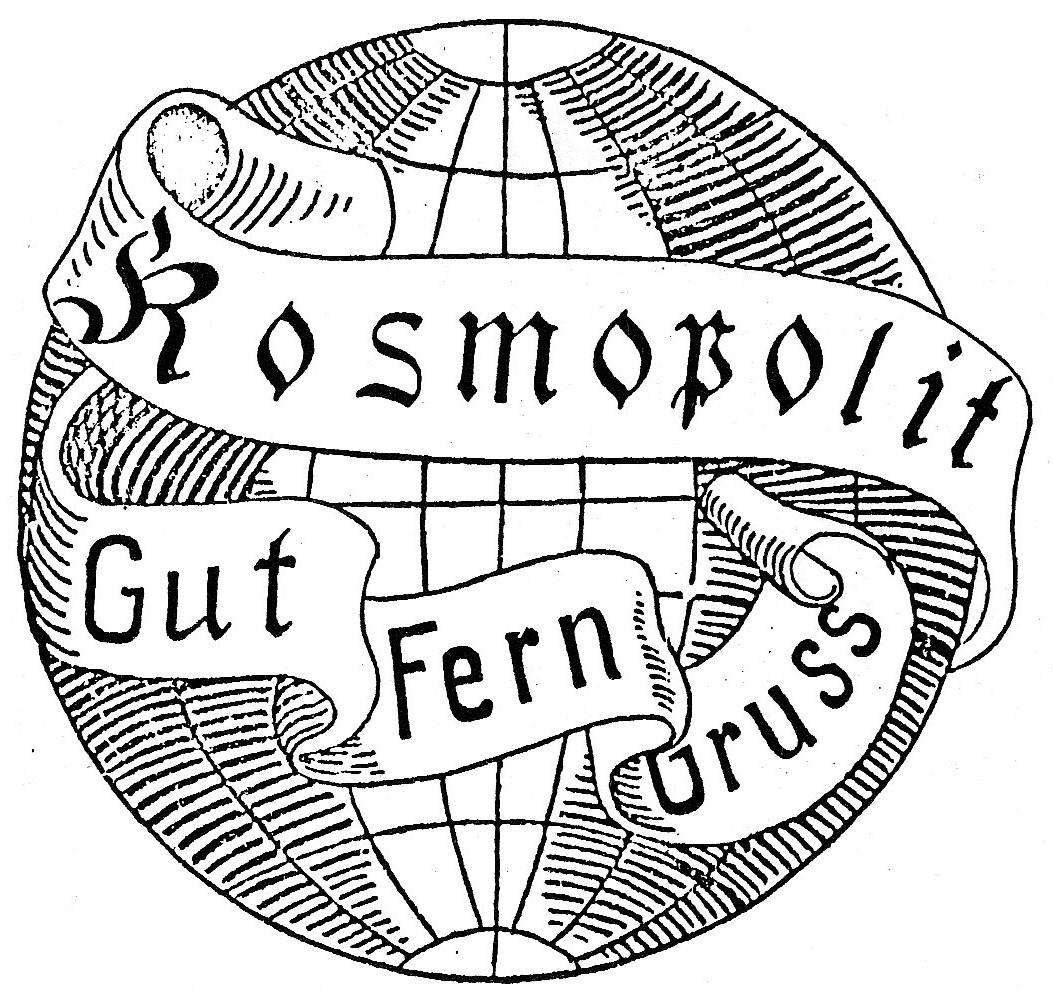
Emblem des Weltverbandes

Während seiner Blütezeit hatte der Verband in Deutschland 15.000 Mitglieder, die sich ähnlich wie beim heutigen Postcrossing jede erhaltene Ansichtskarte mit einer verschickten Ansichtskarte beantworten. Als Vereinsgruß enthielten die Postkarten das Wort „Gutferngruß“, vermutlich auch weil für Postkarten bis 5 Worte damals geringere Gebühren verlangt wurden. Durch die Verbandsmitglieder wurden weltweit tausende von Karten versendet, meist mit der Aufschrift „Erbitte Revanche-Karte“ oder „Rückkarte erwünscht“ und oft mit dem Stempel mit dem Emblem des Weltverbandes, dem Namen und der Adresse des Sammlers. Zum Emblem des Weltverbandes wurde eine Weltkugel umschlungen von einem Banner mit der Aufschrift „Kosmopolit - Gut Fern Gruss“.
Die Gründungsmitglieder waren Berthold Peschke (Bundespräsident), Johannes Späth (Stellvertretender Bundespräsident), Eduard Willner (Bundesbevollmächtigter), Carl Wilhelm Moll (Bundessekretär) und der Begründer Fritz Schardt (Ehrenvorsitzender). Die Hauptzentrale war in der Färberstraße 29 in Nürnberg. Am 24. Oktober 1920 war der Verein noch aktiv.